# Завітне (Василівський район)
Заві́тне — село в Україні, у Роздольській сільській громаді Василівського району Запорізької області. Населення становить 121 особа. До 2017 орган місцевого самоврядування — Роздольська сільська рада.

## Географія
Село Завітне знаходиться на відстані 1 км від села Кавунівка та за 2,5 км від села Роздол. Поруч із селом проходить третій Магістральний канал.

## Історія
Засноване в 1921р, як село Шевченко. В 1958р — перейменували на Завітне. 
12 червня 2020 року, відповідно до розпорядження Кабінету Міністрів України № 713-р «Про визначення адміністративних центрів та затвердження територій територіальних громад Запорізької області», увійшло до складу Роздольської сільської громади.
19 липня 2020 року, в результаті адміністративно-територіальної реформи та ліквідації  Михайлівського району та Токмацького районів населені пункти  громади увійшли до складу Василівського району.